# باول غودمان (لاعب هوكي الجليد)
باول غودمان هو لاعب هوكي الجليد كندي، ولد في 25 فبراير 1905 في سيلكيرك في كندا، وتوفي في 1 أكتوبر 1959.

## وصلات خارجية
- باول غودمان على موقع دوري الهوكي الوطني (الإنجليزية)
- باول غودمان على موقع قاعة مشاهير الهوكي (لاعب أن.إتش.أل) (الإنجليزية)
- باول غودمان على موقع EliteProspects.com (الإنجليزية)
- باول غودمان على موقع HockeyDB.com (الإنجليزية)
- باول غودمان على موقع Hockey-Reference.com (الإنجليزية)